# Katsura Hoshino
Katsura Hoshino (Shiga, 21 de Abril de 1980) é uma mangaká japonesa.
Desde 2004 publica a sua primeira série de mangá D.Gray-man na revista Shonen Jump até abril de 2009 e, atualmente, a série se encontra na revista Jump Square .
O manga está sendo publicado trimensalmente agora devido a uma doença com a autora.

## Obras
- zone, 2002
- Continue, 2003
- D.Gray-man (ジイ-.グレイマン di.gureiman), desde 2004